# The Case of Becky

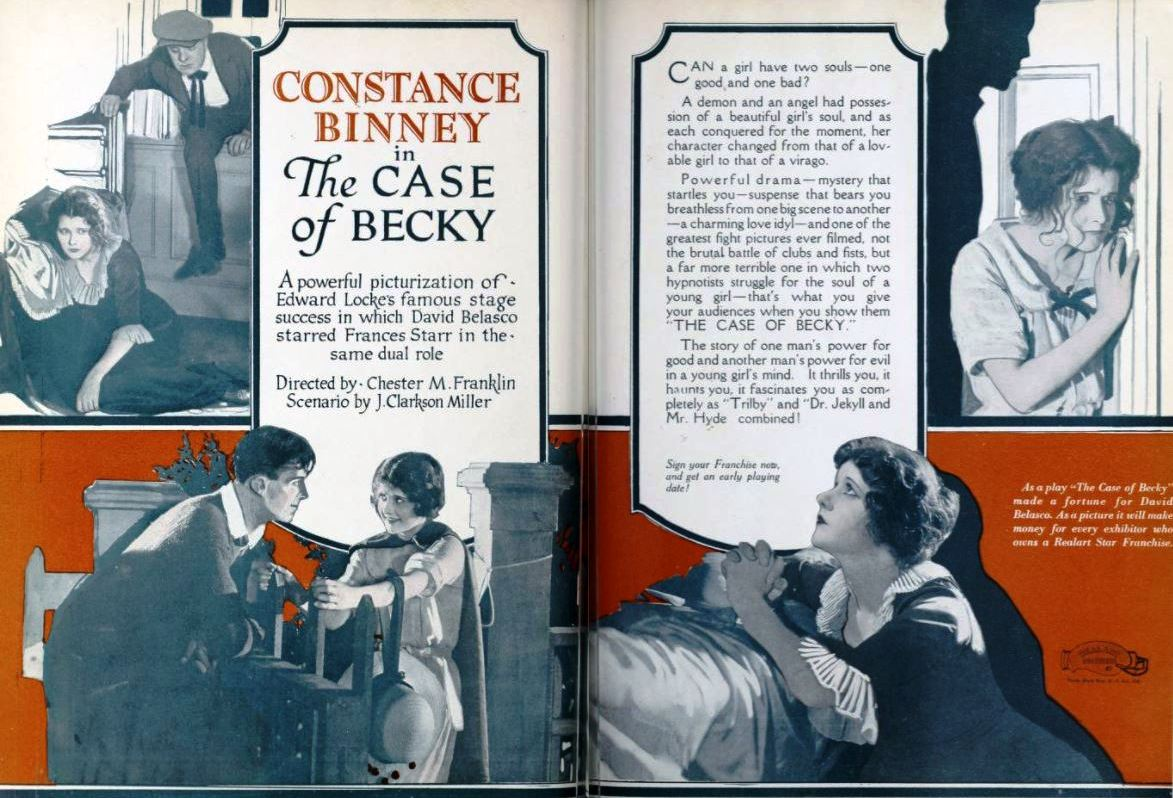
Annonce du film dans Exhibitors Herald.

Pour l’article homonyme, voir The Case of Becky (film, 1915).
The Case of Becky est un film américain réalisé par Chester M. Franklin et sorti en 1921. Il est adapté d'une pièce à succès de David Belasco et Edward J. Locke, et c'est aussi un remake du film de 1915 de Frank Reicher.

## Synopsis
Dorothy Stone est la belle-fille d'un hypnotiseur, le professeur Balzamo, qui l'utilise en tant que sujet d'expériences depuis son enfance. Au cours d'une séance d'hypnose, elle devient son alter ego diabolique nommé Becky. Sa mère, sur son lit de mort, l'avertit du danger, et Dorothy quitte l'hypnotiseur pour trouver refuge dans une petite ville avec Mme Arnold et son fils John, qui tombe amoureux d'elle. Lorsqu'il lui offre une bague de fiançailles, la pierre clignotante induit un retour à sa personnalité perverse. Le célèbre psychologue Dr Emerson diagnostique correctement son cas et tente de la soigner. La visite fortuite de l'hypnotiseur aboutit à une situation où Dorothy est définitivement guérie, et apprend qu'elle est en fait la fille du médecin.

## Fiche technique
- Réalisation : Chester M. Franklin
- Scénario : J. Clarkson Miller d'après la pièce de David Belasco et Edward J. Locke[2]
- Production : 	Realart Pictures
- Photographie : George J. Folsey
- Distributeur : Paramount Pictures
- Durée : 60 minutes (6 bobines)[3]
- Date de sortie : 9 octobre 1921

## Distribution

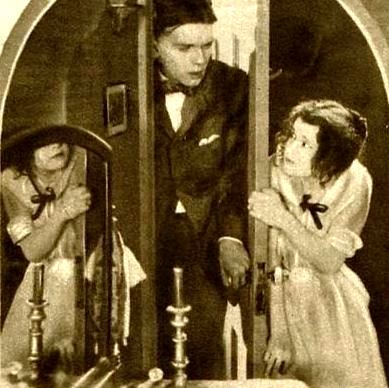
Constance Binney et Glenn Hunter dans une scène du film.

- Constance Binney : Dorothy Stone
- Glenn Hunter : John Arnold
- Frank McCormack : Dr. Emerson
- Montagu Love : Professor Balzamo
- Margaret Seddon : Mrs. Emerson
- Jane Jennings : Mrs. Arnold